# 島田三郎
島田 三郎（しまだ さぶろう、旧姓・鈴木、幼名・鐘三郎、号・沼南、1852年12月17日〈嘉永5年11月7日〉 - 1923年〈大正12年〉11月14日）は、日本の政治家・衆議院議員、ジャーナリスト、官僚。族籍は神奈川県平民。

## 経歴
幕府御家人鈴木知英の三男として江戸に生まれる。昌平黌で漢学を修め、明治維新後は、ブラウン塾、沼津兵学校、大学南校、大蔵省附属英学校で学ぶ。1874年（明治7年）、『横浜毎日新聞』社員総代の島田豊寛の養子となり、同紙主筆となる。
1875年（明治8年）7月、元老院書記生に任じられ、1877年（明治10年）の官制改革に伴い元老院三等書記生・同二等書記生・同御用掛（準判任）を経て、同年10月に元老院権少書記官、1879年（明治12年）7月に元老院少書記官に累進。同年12月末より地方官会議御用掛を務めた後、1880年（明治13年）に文部省に移り文部権大書記官となるが、明治十四年の政変で大隈重信派として諭旨免官となり、『横浜毎日新聞』（この当時は『東京横浜毎日新聞』に改題）に再び入社。1882年（明治15年）、嚶鳴社幹部として立憲改進党の創立に参加、同年に神奈川県会議長となった。1888年（明治21年）、沼間守一から『東京横浜毎日新聞』社長の座を受け継いだ。
1886年（明治19年）1月3日に植村正久から夫婦で洗礼を受け一番町教会（現・富士見町教会）に所属する。1900年（明治33年）にユニテリアン協会に加わるも、後に植村に謝罪して復帰を認められた。

### 衆議院議員
1890年（明治23年）の帝国議会開設後は、神奈川県第一区（横浜市）選出の衆議院議員として第1回帝国議会では衆議院初代議長に中島信行、副議長に津田眞道、全院委員長に島田が就任した。これ以降、連続14回当選し、副議長・議長を務めた。進歩党、憲政党、憲政本党、立憲国民党と立憲改進党系の諸党を渡り歩くが、犬養毅との対立から大石正巳らとともに桂新党（立憲同志会）に入り、後に憲政会に合流する。しかし、憲政会が人道や軍縮に積極的ではないとして離党、立憲国民党の解散を余儀なくされていた犬養と和解して新党革新倶楽部の結成に参加した。

### 労働組合会長に就任
1897年（明治30年）、アメリカで労働運動を研究して帰国した高野房太郎らが労働組合を組織することにも理解を示し、佐久間貞一、松村介石とともに協力。1899年（明治32年）5月には活版印刷工の労働組合 「活版工同志懇話会」の会長に就任した。

### 普通選挙を領導
帝国議会は開設されたものの、一定の納税額にに達していなければ選挙権が与えられなかった制限選挙を廃し普通選挙を行うことを要求する普選運動を主導した島田は、反対派に命を狙われることもあった。1920年（大正9年）2月に行われた普選要求演説会では、暴漢が短刀で襲いかかったが、参加していた労働組合員らが阻止して事なきをえた。1925年（大正14年）に普通選挙法が可決成立し、男子に限られたが25歳以上の普通選挙が実現した。

### ミッション・スクールの創設に尽力
1899年（明治32年）1月に、築地居留地にあった無認可の立教尋常中学校が、同年7月の改正条約発効を見据え認可申請を行ったところ、なかなか認可を得られず、代議士である島田らの助力によりようやく認可が下りたという。

### 人道と正義を貫いた人生
他に、キリスト教会の諸活動、廃娼運動、足尾鉱毒被害者救済運動、矯風事業、選挙権拡張運動を生涯にわたって支援し、第一次世界大戦後は軍縮を主張した。足尾鉱毒事件を告発した田中正造とは盟友であり、栃木県佐野市の惣宗寺にある田中正造の分骨墓碑石に刻まれた「嗚呼慈侠 田中翁之墓」という文字は三郎の直筆である。
政治上の不正にも厳しく対応し、星亨の不正を攻撃、シーメンス事件を弾劾した。また、東京専門学校（現・早稲田大学）の創立期のメンバーでもあった。墓所は青山霊園(1イ13-5)。

## 栄典
- 1896年（明治29年）3月14日 - 勲四等瑞宝章[11]
- 1914年（大正3年）6月18日 - 勲三等瑞宝章[12]
- 1915年（大正4年）11月10日 - 大礼記念章[13]、勲二等瑞宝章[14]
- 1916年（大正5年）4月1日 - 旭日重光章[15]

## 家族・親族
島田家
- 養父・豊寛[1]
- 妻・のぶ[1]（信子、1873-） ‐ 西村喜三郎（-1910）の長女[16]
- 長男・孝一（1893年 - 1987年、交通経済学者） - 早稲田大学第6代総長、流通経済大学学長などを歴任。
- 養女・はる（1890-） ‐ 西村潤蔵の妻[17]

## 著書
- 『立法論網 巻1』（Bentham 著、重訳）元老院、1878年。
- 『立法論網 巻2』（Bentham 著、重訳）元老院、1878年。
- 『立法論網 巻3』（Bentham 著、重訳）元老院、1878年。
- 『立法論網 巻1』（Bentham 著、重訳）元老院、1878年。
- 『開国始末-井伊掃部頭直弼伝』私家版、1888年。
  - 『開国始末』人物往来社〈幕末維新史料叢書 第1〉、1968年。
  - 『開国始末 1』東京大学出版会〈続日本史籍協会叢書〉、1978年。
  - 『開国始末 2』東京大学出版会〈続日本史籍協会叢書〉、1978年。
- 『条約改正論』博文堂、1889年。
- 『条約改正論（新演説 號外第3）』大成館、1889年。
- 『条約改正論』北溟館、1890年。
- 『開国時歴』（大隈重信 撰）開国五十年史発行所〈開国五十年史〉、1909年。
  - 『開国時歴』（大隈重信 撰）原書房〈明治百年史叢書 開国五十年史 上〉、1970年。
- 『四十三年度総予算案に就いて』（大日本雄弁会 編）昭文堂〈明治雄弁集 前編〉、1910年。
- 『矢野二郎伝』矢野二郎翁伝記編纂会、1913年。
- 『日本改造論』暸文堂、1921年。

- 『島田三郎全集 第一巻』島田三郎全集刊行会、1924年。
- 『島田三郎全集 第二巻』島田三郎全集刊行会、1924年。
- 『島田三郎全集 第三巻』島田三郎全集刊行会、1924年。
- 『島田三郎全集 第四巻』島田三郎全集刊行会、1925年。
- 『島田三郎全集 第五巻』島田三郎全集刊行会、1925年。
  - 『島田三郎全集』 編集復刻増補版 全七巻、龍渓書舎、1989年

## 伝記
- 高橋昌郎『島田三郎 日本政界における人道主義者の生涯』基督教史学会、1954年。
- 高橋昌郎『島田三郎伝』まほろば書房、1988年。
- 木下尚江『島田三郎伝』明治文献〈木下尚江著作集 第15巻〉、1973年。
- 井上徹英『島田三郎と近代日本 : 孤高の自由主義者』明石書店、1991年。
- 武藤秀太郎『島田三郎 判決は国民の輿論に在り』ミネルヴァ書房・ミネルヴァ日本評伝選、2022年